# Liste der Baudenkmale in Buggenhagen
In der Liste der Baudenkmale in Buggenhagen sind alle denkmalgeschützten Bauten der Gemeinde Buggenhagen (Mecklenburg-Vorpommern) und ihrer Ortsteile aufgelistet. Grundlage ist die Veröffentlichung der Denkmalliste des Landkreises Ostvorpommern mit dem Stand vom 30. Dezember 1996. 

## Baudenkmale nach Ortsteilen

### Buggenhagen
| ID | Lage                             | Bezeichnung                                                          | Beschreibung | Bild           |
| -- | -------------------------------- | -------------------------------------------------------------------- | --- | -------------- |
|    | (Karte)                          | Gutsanlage mit Gutshaus, Park und Allee, Pferdestall, Kate und Stall | | Weitere Bilder |
|    | Schulstraße 6 (Karte)            | Schule                                                               | Der zweigeschossige Bau aus rötlichem Mauerstein besitzt gedrückt-segmentbogenförmige Fenster. Die beiden Geschosse sind durch ein schlichtes Gesims voneinander getrennt. Das Bauwerk trägt ein schlichtes Satteldach. | Schule         |
|    | Straße des Friedens 3/3a (Karte) | Wohnhaus                                                             | |                |

### Jamitzow
| ID | Lage                        | Bezeichnung                                                             | Beschreibung                     | Bild |
| -- | --------------------------- | ----------------------------------------------------------------------- | -------------------------------- | ---- |
|    | Lange Straße 25/25a (Karte) | Kutscher- und Gärtnerhaus und Kutschstall                               |                                  |      |
|    |                             | Vorwerk mit Verwaltungsgebäude, Stall, Schmiede und Transformatorenhaus | Gutshaus Jamitzow nicht erhalten |      |

### Klotzow
| ID | Lage                  | Bezeichnung                                     | Beschreibung                                                               | Bild     |
| -- | --------------------- | ----------------------------------------------- | -------------------------------------------------------------------------- | -------- |
|    | Bergstraße 10 (Karte) | Wohnhaus                                        |                                                                            |          |
|    | Bergstraße 14 (Karte) | Wohnhaus                                        | Eingeschossiges Wohnhaus aus rötlichen Mauersteinen mit reetgedecktem Dach | Wohnhaus |
|    | (Karte)               | Scheune (am nordöstlichen Ortseingang)          |                                                                            |          |
|    | (Karte)               | Wohnhaus (am südwestlichen Ende der Dorfstraße) |                                                                            |          |

## Quelle
- Bericht über die Erstellung der Denkmallisten sowie über die Verwaltungspraxis bei der Benachrichtigung der Eigentümer und Gemeinden sowie über die Handhabung von Änderungswünschen (Stand: Juni 1997; PDF, 934 kB)

- Karte mit allen Koordinaten:
- OSM |
- WikiMap